# Jane Seymour (królowa)

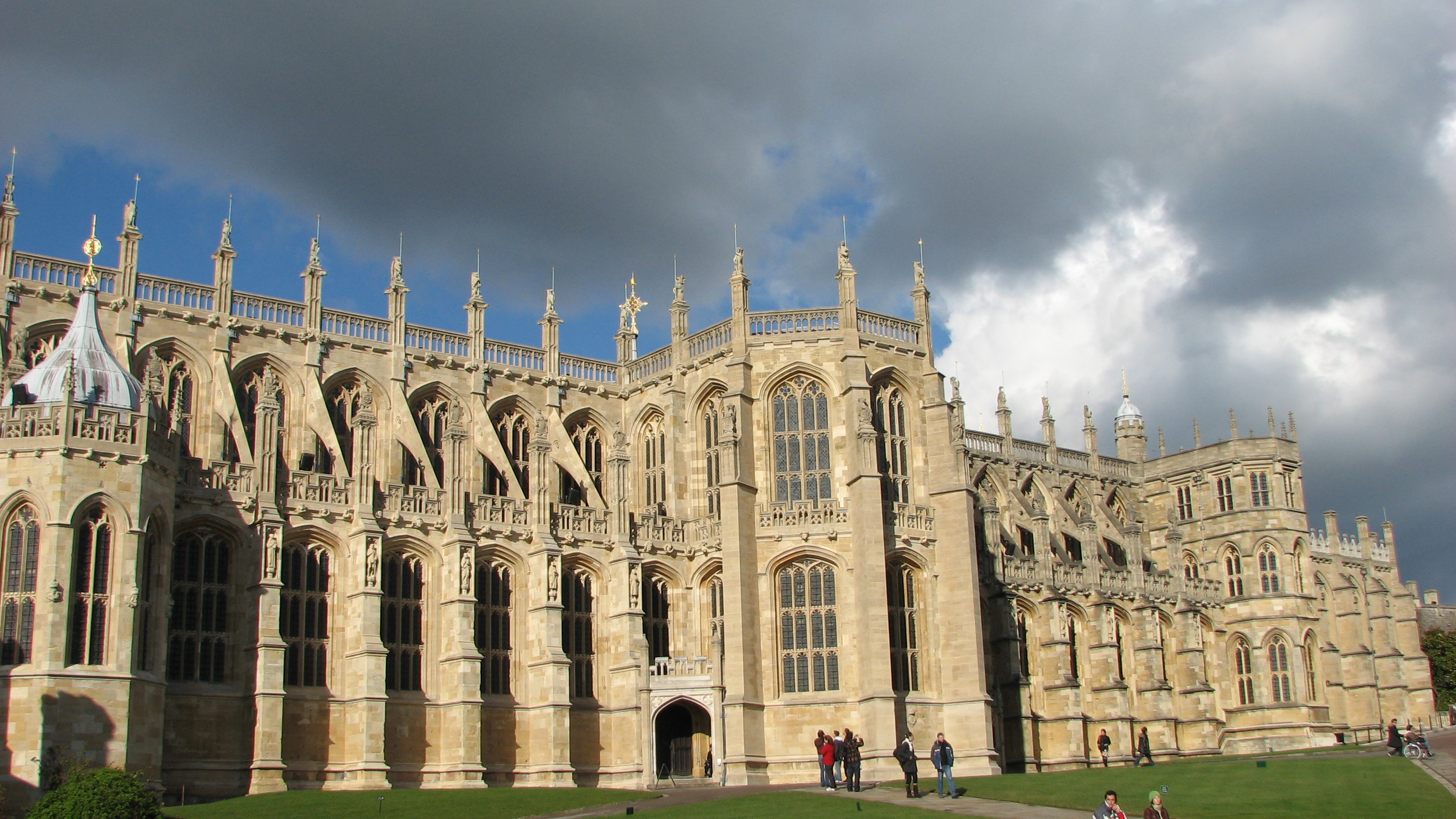
Kaplica św. Jerzego na zamku Windsor

Jane Seymour, Jane lub Joanna Seymour (ok. 1508/1509 – 24 października 1537) – królowa-małżonka Anglii i Irlandii jako trzecia żona króla Anglii Henryka VIII.
Król Henryk VIII zaczął romansować z Jane Seymour jeszcze podczas małżeństwa z Anną Boleyn i poślubił ją zaledwie 11 dni po straceniu Anny – 30 maja 1536. Jane przyczyniła się do powrotu do łask króla jego córki – Marii Tudor, z pierwszego małżeństwa z Katarzyną Aragońską. Ponadto urodziła ona jedynego męskiego potomka, późniejszego króla Anglii i Irlandii, Edwarda VI. Zmarła w wyniku gorączki poporodowej 12 dni po jego urodzeniu, w nocy z 24 na 25 października 1537 roku.

## Życiorys

### Młodość
Jej ojcem był sir John Seymour, matką – Margaret Wentworth. Miała dwóch braci: Thomasa i Edwarda Seymour. Urodziła się prawdopodobnie w Wolf Hall, Savernake Forest, Wiltshire. Przez pradziadka ze strony matki była praprawnuczką króla Edwarda III, a więc między nią a późniejszym mężem istniało kuzynostwo 5 stopnia. Była też spokrewniona ze swoją poprzedniczką Anną Boleyn – miały wspólną prababkę, Elizabeth Cheney.
Pomimo faktu, że Jane nie była wykształcona tak dobrze, jak pierwsze dwie żony Henryka VIII, otrzymała staranną edukację. Najbardziej była znana ze swojego talentu do szycia oraz haftowania, poza tym umiała pisać i czytać; znała również łacinę i język francuski. Jane Seymour posiadała typową dla epoki urodę – bladą cerę, włosy w kolorze jasny blond oraz niebieskie oczy. Nie była jednak uważana za piękną, była raczej przeciętnej urody. Jeżeli chodzi o charakter, Eustachy Chapuys, Cesarski Ambasador, opisał Jane jako "raczej dumną i wyniosłą", co zdecydowanie odbiega od wizerunku pokornej Joanny, który został stworzony po ślubie z królem. Polydore Vergile opisał ją jako "kobietę niezmiernie czarującą, zarówno wyglądem jak i charakterem". Króla zauroczyła jej skromność i uległość.
Była damą dworu królowej Katarzyny Aragońskiej, przynajmniej od 1532 (a może już od 1527), a później na służbie królowej Anny Boleyn. Wtedy, najpóźniej w 1536 – jeszcze przed śmiercią Katarzyny – zwrócił na nią uwagę Henryk.

### Henryk VIII i Jane Seymour
Henryk VIII zapewne znał Jane, kiedy był mężem Katarzyny, a później Anny, jednak zainteresował się nią dopiero w styczniu 1536 r. To właśnie w styczniu zmarła Katarzyna Aragońska, a Anna Boleyn straciła nienarodzone dziecko. Henryk VIII był rozgniewany na żonę, że nie urodziła syna, oraz niepokoił się, czy kiedykolwiek będzie mu dane mieć więcej dzieci z Anną. Anna natomiast zarzuciła Henrykowi, że straciła dziecko, ponieważ wypadek, któremu Henryk uległ podczas turnieju, wyglądał tak groźnie (Henryk stracił przytomność na 2 godziny), że królowa obawiała się o jego życie. Dodatkowo Anna cierpiała, widząc, jak panna Seymour siedziała na kolanach Henryka, co doprowadziło ją do wielkiego stresu i poronienia. Henryk VIII nie pragnął jednak skrzywdzić Anny Boleyn, a romans z Jane Seymour z założenia miał być krótkotrwały. Dowodem na to jest list i sakiewka z pieniędzmi, którą Henryk przesłał swej nowej miłości w marcu 1536 r. Pieniądze były formą zapłaty za usługi, które – liczył na to monarcha – Jane miała mu wkrótce wyświadczyć w jego sypialni. Ona jednak ucałowała kopertę i rzuciła się na kolana przed królewskimi posłańcami mówiąc, iż "honor to jedyna rzecz, której będzie broniła nawet za cenę śmierci, a jeżeli król pragnie ją wynagrodzić, niech zrobi to po jej ślubie".
Było oczywiste, że Henryk VIII był rozczarowany i znudzony Anną Boleyn. Gdy król zaczął interesować się Jane, Seymourowie dojrzeli szansę i rozpoczęli działania mające na celu pozbycie się królowej i zastąpienie jej Joanną. Tomasz Cromwell, prawa ręka i sekretarz króla, który sam był zagrożony ze strony Anny Boleyn, zawarł z nimi przymierze. Na polecenie Henryka oddał im swoje apartamenty na dworze królewskim, połączone z apartamentami króla. Jako że ich rodowym herbem był paw – symbol dumy – zastąpili go feniksem – symbolem poświęcenia. Zmiana herbu była sprytnym taktycznym posunięciem – Seymourowie nie chcieli, aby Jane była utożsamiana z nadmierną ambicją, ale pragnęli, aby była postrzegana jako pokorna i posłuszna kobieta.

### Jane Seymour i upadek Anny Boleyn
Pozycja Anny Boleyn słabła. Król nie wykazywał już zainteresowania nią, chociaż jeszcze w kwietniu w liście do cesarza nazwał ją "umiłowaną i drogą małżonką". Jednak kłótnia Anny z Cromwellem prawdopodobnie przypieczętowała jej los – na początku maja królowa została oskarżona o zdradę stanu (planowanie zamordowania króla), cudzołóstwo oraz kazirodztwo. Jane podjęła z Henrykiem tę samą grę, co kilka lat wcześniej Anna Boleyn, i tylko Anna stała na przeszkodzie do zawarcia przez króla kolejnego małżeństwa. Chociaż Anna Boleyn nigdy nie była popularna, to jednak fakt, że w czasie, gdy żona jest przesłuchiwana i wciąż żyje, Henryk już planuje poślubić kolejną panią – nawet tego nie ukrywając – wzbudzał wiele nieprzychylnych komentarzy.
Wkrótce po raz kolejny dał o sobie znać charakter Joanny. Jak podaje Eustachy Chapuys:

Dotarło do mnie, iż jeszcze zanim Konkubina (Anna Boleyn) została wtrącona do więzienia, Król rozmawiając ze swą kochanką (Jane Seymour) o ich małżeństwie, usłyszał od niej iż powinien poczynić kroki aby pojednać się z Lady Marią, na co Król jej odpowiedział iż jest głupia, i powinna zabiegać o uznanie ich wspólnych dzieci a nie żadnych innych.

Z tego zapisu wyraźnie wynika, że Jane Seymour czuła się tak pewna swojej pozycji, że nie wahała się poruszać z Henrykiem VIII drażliwych tematów. Córka Henryka, Maria, bez wątpienia była tematem, o którym Henryk niechętnie rozmawiał, gdyż nie tolerował nieposłuszeństwa najstarszej córki. Kontynuacja tej rozmowy odsłania nam kolejny fakt – pomimo iż Jane została nazwana "głupią", powiedziała królowi, że uważa za stosowne naprawić stosunki z Lady Marią ze względu na spokój króla, jej samej, jej przyszłych dzieci oraz całego Królestwa, gdyż bez tego ani Jego Wysokość, ani jego lud nie będą zadowoleni.

### Małżeństwo z Henrykiem VIII
Anna Boleyn została ścięta 19 maja 1536 r. Następnego dnia król i Jane Seymour zaręczyli się w pałacu Hampton Court. 10 dni później, 30 maja, biskup Gardiner udzielił im ślubu. W prezencie ślubnym Henryk podarował Jane 104 posiadłości w czterech hrabstwach, jak również pewną liczbę lasów i terenów łownych. 4 czerwca została ogłoszona publicznie partnerką króla. Umiejętnie rozgłaszana sympatia dla cieszącej się powszechnym szacunkiem królowej Katarzyny, jak i księżniczki Marii, zapewniła jej popularność wśród ludu i dworzan. Nigdy nie została koronowana, ze względu na epidemię koronację przełożono i Henryk zwlekał (także ze względu na koszty) z koronacją do czasu spełnienia przez Jane jej najważniejszego obowiązku – urodzenia męskiego potomka.
Jane będąc królową utrzymywała bliskie stosunki z Anną Stanhope (drugą żoną jej brata Edwarda) oraz siostrą Elżbietą (która w 1538 r. poślubiła syna Tomasza Cromwella, Grzegorza). Jej przyjaciółką była Lady Lisle z siostrzenicą Lady Beauchamp. Jane uznawała córki Lady Lisle za damy dworu i hojnie obdarowała Lady Beauchamp. Ponadto nowa królowa zatroszczyła się o Marię Tudor, córkę Katarzyny Aragońskiej – to dzięki niej Maria powróciła do łask króla, chociaż pomimo starań nie została przywrócona do aktu sukcesji (stało się to dopiero w 1544 r. za namową szóstej żony Henryka, Katarzyny Parr). Jako królowa Jane zdobyła sobie opinię surowej i formalistycznej, jej mottem było "Bound to obey and serve" (zobowiązana do posłuszeństwa i służby). Wystawne przyjęcia, rozluźniona atmosfera zabawy i ekstrawagancja dworu królowej tak charakterystyczna dla czasów Anny Boleyn ustąpiły ścisłemu przestrzeganiu rygorów formalnych. Zostały zabronione ubrania na francuską modłę, które wprowadziła Anna.
Na początku 1537 r. Jane Seymour spodziewała się pierwszego dziecka, ku zadowoleniu króla i całego dworu. Oczywiste było, iż pożądany jest męski potomek, a nie kolejna córka. We wrześniu królowa zajęła apartamenty przeznaczone do porodu, oczekując na narodziny dziedzica. W czasie ciąży nabrała szczególnego smaku do przepiórek, które Henryk kazał sprowadzić aż z Calais i Flandrii. Latem nie brała udziału w publicznych wystąpieniach, towarzyszył jej królewski lekarz i najlepsze położne w Anglii.
Małżeństwo z Henrykiem VIII należało do spokojnych i szczęśliwych. Jane była uległą żoną, choć było kilka sytuacji, w których Henryk VIII ostrzegł żonę, aby przestała mieszać się w jego sprawy. Było to przy okazji Pielgrzymki Łaski, kiedy Jane błagała Henryka VIII, by łagodnie traktował buntowników. Henryk miał ostrzec ją, by "pamiętała o ostatniej Królowej Annie", która trafiła na szafot m.in. za "mieszanie się w nie swoje sprawy".

### Narodziny upragnionego syna
Poród rozpoczął się po południu 9 października, był długotrwały i bolesny. Wkrótce jasnym stało się, że zarówno życie matki, jak i dziecka, jest zagrożone – cała Anglia modliła się za rodzącą królową. W końcu około drugiej nad ranem, 12 października, na świat przyszedł długo oczekiwany syn. Chłopcu nadano imię Edward i stał się on prawowitym następcą tronu. Henryk, wówczas 46-letni, nie krył swojej radości.
15 października Edward został ochrzczony – zwyczaj nakazywał, aby matka nie uczestniczyła w tym wydarzeniu. Matką chrzestną została Maria Tudor, obecna była również czteroletnia wówczas Elżbieta, którą na rękach trzymał brat królowej, Edward. Cała Anglia świętowała narodziny chłopca, który wkrótce otrzymał tytuł Księcia Walii i Kornwalii oraz Hrabiego Carnarvon. Rodzina Seymourów została wywyższona jeszcze bardziej niż przedtem – Edward Seymour otrzymał tytuł Hrabiego Hertford (tytuł dziedziczony), a Tomasz Seymour tytuł szlachecki oraz dobra ziemskie.

### Śmierć
Radość została szybko przerwana – stan królowej pogorszył się, wystąpiła gorączka. 23 października nastąpiła poprawa i wszyscy mieli nadzieję, że królowa wyzdrowieje. Niestety, jej stan ponownie uległ pogorszeniu, Jane zaczęła majaczyć. Zmarła dokładnie 12 dni po narodzinach syna, 24 października 1537 w pałacu Hampton Court. Podawane są różne przyczyny śmierci – ogólnie przyjęta jest gorączka poporodowa, na którą często umierały kobiety w wyniku braku odpowiedniej higieny podczas porodu.
Istniały pogłoski, że królowa została poddana cesarskiemu cięciu, ale zabiegu tego nie przeprowadzano na żyjących kobietach, ponieważ szansa na przeżycie była niewielka. Nie ma jednak żadnego zapisu, który potwierdziłby cesarskie cięcie na Jane Seymour – zapewne wzmianka, iż książę Edward urodził się w taki sposób, zostałaby zapisana. Wręcz przeciwnie, wszystko wskazuje na to, iż Jane urodziła siłami natury, gdyż w dniu chrzcin syna przyjmowała w swoich komnatach gości do późnych godzin nocnych oraz modliła się w kaplicy w Hampton Court. Gdyby faktycznie odbyło się cesarskie cięcie, królowa nie miałaby na to sił.
Została pochowana 12 listopada. Pogrzebowi przewodniczyła Maria Tudor, w orszaku było 29 żałobnic, po jednej na każdy rok jej życia. Jako jedyna z żon Henryka została pochowana jako królowa. Po jej śmierci Henryk ubierał się na czarno przez trzy miesiące, a do następnego ślubu minęły aż trzy lata, choć – wbrew romantycznej legendzie – poszukiwania następnej żony i negocjacje w tej sprawie zaczęły się wkrótce po śmierci Jane. Jako jedyna z królowych-małżonek Henryka VIII Jane spoczywa z nim we wspólnym grobie w Kaplicy św. Jerzego na zamku Windsor, w prezbiterium. Na życzenie króla, po jego śmierci (która nastąpiła 10 lat później) pochowano go razem z nią. Otwarto kryptę i wstawiono tam olbrzymią ołowianą trumnę Henryka (miał prawie 1,90 m wzrostu i ważył pod koniec życia ok. 140 kg). Sto lat później wstawiono do krypty trumnę zdekapitowanego (tj. pozbawionego głowy) króla Karola I. Ostatni pochówek w krypcie Jane Seymour miał miejsce w roku 1695, umieszczono tam wówczas trumienkę jednego z licznych dzieci księżniczki Anny Stuart. Potem, przy przebudowie kaplicy po pożarze, zapomniano o krypcie i odkryto ją przypadkiem dopiero w 1813. Trumna Henryka pękła (czy też została rozbita i obrabowana za czasów Cromwella) i było widać jego gigantyczny szkielet, trumnę Karola I otwarto z rozkazu Księcia Regenta, ale szczątki Jane pozostawiono w spokoju. Umieszczony tam 300 lat po śmierci Jane Seymour napis na marmurowej płycie nagrobnej głosi "In a Vault Beneath This Marble Slab Are Deposited The Remains of Jane Seymour Queen of Henry VIII, 1537. King Henry VIII, 1547. King Charles I, 1648, And An Infant Child of Queen Anne. This Memorial Was Placed Here by Command of King William IV, 1837".
W kulturze Jane Seymour jest obecna choćby dzięki Gaetano Donizettiemu i jego operze – Anna Boleyn. W serialu "Dynastia Tudorów" w rolę Joanny Seymour wcieliły się dwie aktorki; Anita Briem (sezon 2) oraz Annabelle Wallis (sezon 3).
Zaskakujące jest to, że pomimo krótkiego i zakończonego tragicznie panowania Jane osiągnęła wszystkie zamierzone cele: urodziła syna, którego król tak pragnął, pomogła przywrócić Marię do łask i użyła swych wpływów dla korzyści własnej rodziny. Najbardziej skorzystali na tym dwaj jej bracia: Tomasz i Edward. Tomasz poślubił wdowę po Henryku, Katarzynę Parr, natomiast Edward podczas panowania młodego króla Edwarda VI zdobył pozycję Lorda Protektora i rzeczywistego władcy Anglii. Ostatecznie jednak obaj utracili władzę i pozycję i zostali straceni.